# 八极拳
八極拳，中國傳統武術，在清朝初年流傳於河北滄州一帶的回族村莊，以滄州吳鐘為始祖。以近身短打為主，用快速的肘和肩膀打人，風格質實古樸，清朝末年盛行於地方團練與北洋軍之中，與軍事系統聯繫緊密。溥儀、蔣中正、毛澤東、蔣經國、李登輝等人的近身侍衛皆習八極。
八極拳現在盛行於中國北方及台灣。後傳入日本、韓國及其他國家，如美國、加拿大、英國、法國、比利時、丹麥、義大利等地。

## 由來
八極拳真正的由來不清楚，爭論很多，沒有確切可信的、大家都同意的結論。我們只知道，傳入近代，是在河北的滄州。
八極拳的創始人和時代均無可考。劉雲樵認為此拳應該出自於戚繼光所著《紀效新書》裡記載「古今拳家……楊氏槍法與巴子拳棍，今之有名者。」的巴子拳棍。由八極拳古樸的風格，以及注重大槍、長棍的訓練内容來判斷，它的創始期大約在明朝初年（西元1368年）左右；而且與當時的軍中武藝有很大的關聯。八極拳現時可考的第一代傳人，為清朝初年的「大槍王」吳鐘。當時他受聘往孟村鎮羅疃莊教授拳術，並將所學傳與女兒吳榮。至清末時，再由黃四海、「神槍」李書文等人發揚光大而聞名中國。
後羅疃莊人李大忠（1810-1874）學成後，再傳稱為「八極拳」。根據地域，分成孟村、羅疃、自來屯、狼兒口等不同家系。第三代李大忠時，組成團練，力抗捻軍侵入河北，村莊青年傷亡慘重，八極拳聲勢略衰。
八極拳開始聞名，始於清末。先是有「神槍」李書文享譽北方，而後有霍殿閣為末代皇帝溥儀的武術老師及貼身侍衛，其侄子霍慶雲則在長春滿州國皇宮附近的三馬路設館授拳，後來八極拳更被「中央國術館」列爲必修專案。

## 特色
八極拳的訓練講求頭、肩、肘、手、臀、胯、膝、足八個部位的應用。要將這八個部位的功能發揮到極致。八極拳的特色是：
- 動作乾脆，爆發力強
- 結構嚴謹，樸實無華

### 發勁
- 發勁之訓練

打拳不發勁，只是在作體操。八極拳的發勁訓練，是循序漸進的。初學者必須先習練沉墜勁（沉肩坠肘），再練十字勁，終至纏絲勁。
1. 沉墜勁：可以體現在基本功架上。要練到將四肢百骸一運勁，就有如大鼎立於地面、老樹盤根於土地中一般，有難以撼動的氣勢。（順序是腳→腰→手）
2. 十字勁：將『沉墜勁』所凝聚的勁，向上、下、左、右、前、中、後，乃至四面八方撐張伸展。（動作如拉弓）
3. 纏絲勁：將四面八方撐展的『十字勁』迴轉環繞，使勁力可隨遇而出，隨感而發。

## 基本功
- 功架

馬步、弓步、虛步、獨立步、盤步、仆步
- 步法

闖步、拖拉步、盤提步、跟提步、磋步、碾步、磨盤步 、提籠換步

## 拳術套路
八極拳的拳法套路，也會因傳承體系的不同而有所差異。
- 中國大陆：

金剛八式、八極小架、八極拳（能單練也能對練，對練之法又稱八極對接）、六大開（頂抱單提跨纏）、八大招（八個單式）、四郎寬、耙擊搖橋（楊家教）、硬手耙擊、軟手耙擊。
- 臺灣：

小八極、大八極、六大開（靠崩捅塌攔撲）、八極連環、八大式等。

## 兵器套路
歷代宗師均以大槍而聞名，故大槍為八極門人的必修兵器。
- 中國大陸：

春秋刀、提柳刀、飄搖刀、夜戰九門十三刀、六合大槍、六合花槍、行者棒、八棍頭、純陽九宮劍等拳械套路，可單練，亦可對練。
- 臺灣：

大槍、八極棍、八極劍、長刀等

## 社會及文化

### 日本
在日本漫畫、遊戲產業中，八極拳已經成為了中國武術的標誌性流派，最早在20世紀70年代池上遼一的漫畫男組中，主角陳氏太極拳傳人流全次郎的宿敵精通八極拳，以一擊斃命的恐怖招式聞名。其後，連載於1988-1992年的漫畫拳兒中，年輕的男主角剛拳兒受祖父指導學習八極拳，漫畫中詳細地描述了他從練習到實戰的過程，其描寫整體較為寫實、貼近真實的八極掌法。以上兩部漫畫的創作過程都有武術家松田隆智的積極參與，使作品中八極拳的掌法、脈絡都被濃重得描寫。之後，以鬥魂、VR快打為首的諸多格鬥遊戲融入了八極拳的招式在內，使八極拳在日本作為中華代表性流派流傳至今。

### 電玩
- [东方Project]: 虹美玲
- VR快打：結城晶
- 格鬥列傳：李典德
- 饿狼传说：唐福禄
- 餓狼 MARK OF THE WOLVES（牙刀）
- 莎木：芭月涼、紅秀瑛
- 街霸：ZERO及五代的神月卡琳、李、陰陽兩兄弟中的陰（陽是用螳螂拳）
- Melty Blood：有間都古
- Fate：言峰綺禮、遠坂凜、Assassin（李書文）
- 生死格鬥：心
- 鐵拳：Leo
- 行星格鬥：茶子
- 鬥魂Ehrgeiz：李書文
- 御意見無用：麗
- 惡靈古堡：亞伯·威斯卡
- 審判之眼、審判之逝：八神隆之
- 拳皇：椎拳崇、瞬影、明天君

トバル2（チャコ・ユタニ）
マックス アナーキー（ビッグ・ブル）※厳密には八極拳を元にした架空の拳法「JET八極拳」
D.C. 〜ダ・カーポ〜

### 漫畫
- 男組：流全次郎
- 拳兒：剛拳兒
- 蒼天之拳：金克榮
- 魔法老師：涅吉、古菲
- 史上最強弟子兼一：兼一、馬劍星、谷本夏、馬槍月、麥克羅夫特
- 惡魔奶爸：三木久也
- 食靈：土宮神樂
- Fate/Zero：言峰绮礼
- 一人之下：諸葛青

### 電影
- 一代宗師：一線天（張震飾）
- 駭客任務：史密斯探員（曉高·韋榮飾）

### 電視劇
- 一代新兵之八極少年：吳冠志（邱品程飾）

香港
- TVB:城寨英雄

朝猛山/朝陽（陳展鵬飾）
段通天/段迎風（袁偉豪飾）
朝霞（王君馨飾）
- TVB:鐵拳英雄

步天下/步青雲（陳展鵬飾）
丁細鳳（周麗欣/元秋飾）
步青原（鄭世豪飾）
步青心（劉佩玥飾）